# 墨西哥灣侏鰩
墨西哥灣侏鰩（學名：Fenestraja sinusmexicanus），為軟骨魚綱鰩目吞鰩科侏鰩屬的一種，分布於中西大西洋墨西哥灣海域，深度可達311公尺，本魚喙軟骨短，尾巴長而多刺，兩背鰭之間的間隙較短，背鰭顏色較淺，上表面棕紫色，下表面純黃白色，體長可達37.5公分，棲息在深海海域，為底棲性魚類，屬肉食性，卵生，生活習性不明。